# 경상도의 음식 목록
아래는 경상도의 음식 목록이다.

## 주 요리
- 헛제사밥
- 진주비빔밥
- 통영비빔밥
- 무밥
- 갱식
- 애호박죽
- 떡국

### 국수류
- 밀면, 밀국수냉면
- 닭칼국수
- 건진국수
- 조개국수

## 반찬류

### 죽과 국
- 재첩국
- 계삼탕
- 고동국
- 추어탕
- 선짓국
- 동태고명지짐
- 북어미역국
- 들깨참깨미역국
- 마른홍합미역국

### 찜요리
- 찜닭
- 우렁찜
- 바닷게찜
- 미더덕찜
- 아구찜
- 호박선

### 조림과 잡채
- 장어조림
- 해물잡채

### 구이
- 오징어불고기
- 상어돔배기구이
- 갈치구이
- 청어구이
- 갯장어구이

### 전
- 상어돔배기전
- 배추전
- 김부치개
- 파전

### 회
- 해파리회
- 피조개회
- 광어회
- 멍게회
- 장어회
- 우렁회
- 생멸치회
- 잉어회

### 건어
- 간고등어
- 약대구포
- 붕어포

### 채소
- 마른문어쌈
- 시래기된장무침
- 상추겉절이
- 꼴뚜기무생채
- 톳나물
- 두부생채
- 청각무침
- 돋나물무침

### 김치
- 풋마늘겉절이
- 솎음배추겉절이
- 배추쌈
- 전복김치
- 속세 김치
- 콩잎김치
- 우엉김치
- 부추김치
- 우엉잎자반

### 건식
- 고추부각
- 감자부각
- 꼴뚜기튀김
- 메밀묵

## 떡
- 모시잎송편
- 밀비지
- 만경떡
- 쑥굴래
- 잡과편
- 잣구리
- 부편
- 감자송편
- 칡떡
- 설기떡
- 편떡
- 경단

## 후식

### 한과
- 유과
- 준주강반
- 대추징조
- 강냉이엿
- 우엉정과
- 다시마정과
- 각색정과

### 일반 음료
- 단술감주
- 수정과
- 유자화채
- 유자차
- 얼음수박
- 잡곡미숫가루
- 물식혜
- 찹쌀식혜
- 안동식혜

## 같이 보기
- 한국 요리
- 조선왕조 궁중음식
- 사찰음식
- 한국 요리 목록